# The Moody Blues

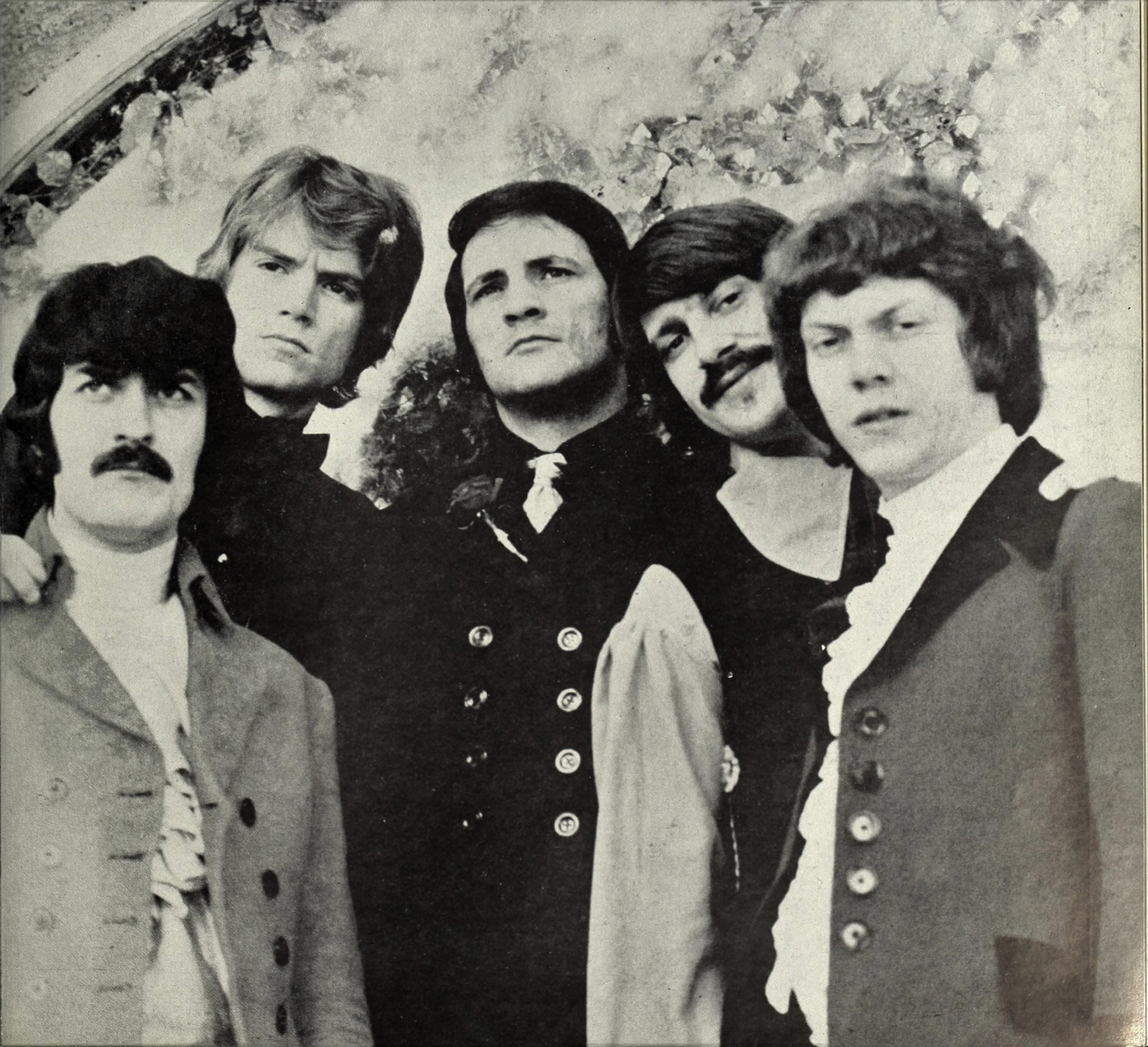
The Moody Blues 1968

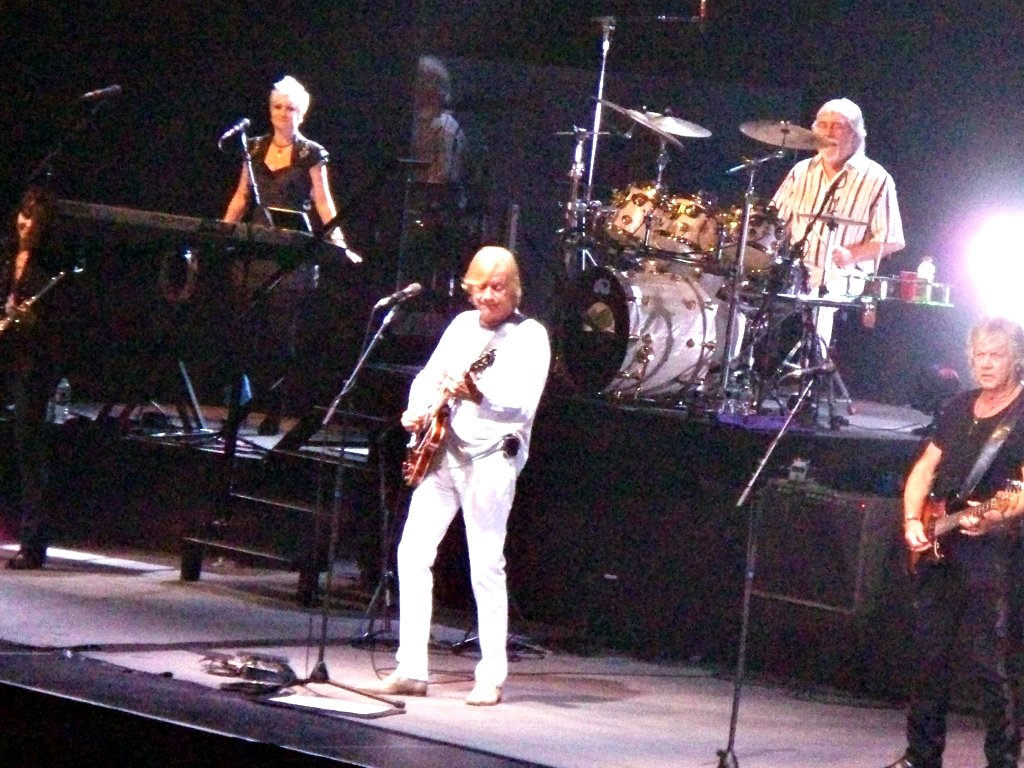
The Moody Blues 2011

The Moody Blues är en brittisk progressiv musikgrupp bildad år 1964 i Birmingham. De började som en R&B-grupp, men kom snabbt över på den progressiva och elektroniska banan. Under senare delen av 1960-talet experimenterade gruppen mycket med sina låtar, man lade till elektroniska svajljud m.m. Detta fick man dock minska på då låtarna blev svåra att framföra live. Typiskt för Moody Blues fram till albumet Seventh Sojourn (1972) var deras användande av mellotron.
De skivdebuterade 1964 och fick en hit med sin andra singel "Go Now!". "Go Now!" förblev den enda singeln de släppt som nått #1 på den brittiska singellistan. "From the Bottom of My Heart" blev en hyfsad singelhit 1965. 1966 släpptes gruppens debutalbum The Magnificent Moodies, där några original-låtar, men främst covers på R&B-låtar ingick. Samma år släppte man ett antal singlar som gick obemärkt förbi, och två medlemmar, gitarristen Denny Laine (senare medlem i Wings) och basisten Clint Warwick lämnade gruppen. Samtidigt kom gruppmedlemmarna underfund med att de inte ville spela R&B-inspirerad musik.
1967 blev gruppen erbjudna att göra ett rockalbum baserat på klassisk musik för att marknadsföra Deccas nya ljudsystem Deramic Stereo Sound. De lyckades övertala skivbolagsledningen att själva få ta artistisk kontroll över projektet och det hela mynnade ut i konceptalbumet Days of Future Passed. Decca var först måttligt entusiastiska över det hela, men albumet släpptes i november 1967 och nådde #27 på brittiska albumlistan. "Tuesday Afternoon" och "Nights in White Satin" släpptes som singlar. Den senare nämnda är antagligen gruppens mest kända låt. Albumet med sin blandning av rock, symfoniorkester och mellotron blev startskottet på en era med framgångsrika Moody Blues-album i liknande stil. På de kommande albumen In Search of the Lost Chord och On the Threshold of a Dream blev deras ljudbild mer och mer komplex. Efter det sistnämnda albumet startade de sitt eget skivbolag Threshold Records som visserligen styrdes av Decca, men gav dem större artistisk frihet.
Med albumet A Question of Balance gjorde de tillfälligt ett album med mer avskalade rockarrangemang. 1971 släpptes albumet Every Good Boy Deserves Favour och man var återigen inne på en komplex ljudbild med mellotron och orkester. På albumet fanns också en av deras kändaste låtar "The Story in Your Eyes". 1972 tog sig Days of Future Passed upp till plats #3 på amerikanska albumlistan Billboard 200 och "Nights in White Satin" blev åter en hit i USA med en andraplats på singellistan.
Efter albumet Seventh Sojourn och en turné 1974 tog gruppen en paus fram till år 1978 då ett nytt album med gruppen släpptes, Octave. Mike Pinder var dock missnöjd med den musikaliska inriktningen, och ville ha mer tid med sin familj och han lämnade gruppen för att aldrig återkomma. The Moody Blues hade fortsatt framgång på 1980-talet bl.a. med albumet The Other Side of Life och singeln "Your Wildest Dreams" 1986. På 1990-talet turnerade gruppen mest och gav inte ut så mycket nytt material, 1999 släpptes dock studioalbumet Strange Times. Ray Thomas som varit med i gruppen sedan den bildades lämnade gruppen 2002. Justin Hayward, John Lodge och Graeme Edge fortsatte uppträda in på 2010-talet med hjälp av olika mer anonyma stödmusiker. Ray Thomas avled 2018. Bara några månader senare valdes gruppen in i Rock and Roll Hall of Fame.
2021 meddelades att Graeme Edge avlidit vid 80 års ålder. I samband med beskedet berättade Justin Hayward att gruppen inte varit aktiv sedan 2018, efter att Edge beslutat gå i pension, och att i samband med Edges död betraktade han Moody Blues som slutligen upplöst.

## Bandmedlemmar
- Justin Hayward – gitarr, sång (1966 – 2018)
- John Lodge – basgitarr, sång (1966 – 2018)
- Mike Pinder – orgel, mellotron, piano, sång (1964 – 1979)
- Ray Thomas – flöjt, sång (1964 – 2002)
- Graeme Edge – trummor, sång (1964 – 2018)
- Denny Laine – gitarr, sång (1964 – 1966)
- Patrick Moraz – keyboard (1981 – 1991)

## Diskografi
Studioalbum
- The Magnificent Moodies (1966) (albumet släpptes med titeln Go Now! i USA)
- Days of Future Passed (1967)
- In Search of the Lost Chord (1968)
- On the Threshold of a Dream (1969)
- To Our Children's Children's Children (1969)
- A Question of Balance (1970)
- Every Good Boy Deserves Favour (1971)
- Seventh Sojourn (1972)
- Octave (1978)
- Long Distance Voyager (1981)
- The Present (1983)
- The Other Side of Life (1986)
- Sur La Mer (1988)
- Keys of the Kingdom (1991)
- Strange Times (1999)
- December (2003)

Livealbum
- Caught Live + 5 (1977) (live + studio)
- A Night at Red Rocks with the Colorado Symphony Orchestra (1993)
- Melancholy Men (2000)
- Hall of Fame (2000)
- Live at Red Rocks (deluxe edition) (2002)
- Lovely to See You (2005)
- Live at the BBC: 1967–1970 (2007)
- Live at the Isle of Wight Festival 1970 (2008)
- Live at the Royal Albert Hall with the World Festival Orchestra  (2010)

Samlingsalbum
- This Is The Moody Blues (1974)
- The Great Moody Blues (1978)
- Out of This World (1979)
- Eternity in an Hour: A Collection of the Best of The Moody Blues (1981)
- Voices in The Sky: The Best of The Moody Blues (1984)
- Prelude (1987)
- Greatest Hits (1989)
- The Story of the Moody Blues – Legend of a Band (1990)
- Journey Through Time (1990)
- Time Traveller (1994) (5-CD box, senare utgåva 4-CD)
- The Very Best of The Moody Blues (1996)
- Anthology (1998)
- Classic Moody Blues: The Universal Masters Collection (1999)
- The Best of The Moody Blues: 20th Century Masters (2000)
- Say It with Love (2003)
- Ballads (2003)
- Gold (2005)
- An Introduction to The Moody Blues (2006)
- Collected (2007)
- Playlist Plus (2008)
- Timeless Flight (2013) (11-CD box)

Singlar (som inte utgivits på album)
- Steal Your Heart Away (1964)
- I Don't Want to Go On Without You (1965)
- From the Bottom of My Heart (I Love You) (1965)
- Everyday (1965)
- Life's Not Life (1967)
- Fly Me High (1967)
- Love and Beauty (1967)

DVD/Video
- The Story of The Moody Blues: Legend of a Band (1991)
- A Night at Red Rocks with the Colorado Symphony Orchestra (1993)
- Hall of Fame – Live at the Royal Albert Hall (2000)
- The Moody Blues - Lovely to see you LIVE  (2005)

Annat
- Journey Into Amazing Caves (2001) (soundtrack)